# Pantano do Sul
Pantano do Sul är ett samhälle i Brasilien.   Det ligger i kommunen Florianópolis och delstaten Santa Catarina, i den södra delen av landet, 1 300 km söder om huvudstaden Brasília. Pantano do Sul ligger 2 meter över havet och antalet invånare är 2 300. Det ligger på ön Ilha de Santa Catarina.
Terrängen runt Pantano do Sul är kuperad åt nordväst, men åt sydost är den platt. Havet är nära Pantano do Sul åt sydost. Närmaste större samhälle är Freguesia do Ribeirao da Ilha, 8,7 km nordväst om Pantano do Sul. 